# Beatrice Byenkya
Beatrice Nyakaisiki Byenkya là một chính trị gia người Uganda, người giữ chức Chủ tịch Ủy ban Đất đai của Uganda. Bà được bổ nhiệm vào vị trí đó vào ngày 18 tháng 4 năm 2019. Cuộc hẹn của bà đòi hỏi phải có sự chấp thuận của quốc hội Uganda.

## Hoàn cảnh và sự nghiệp
Byenkya trước đây từng là Đại diện Phụ nữ cho Quận Hoima trong Quốc hội 7 (2001, năm2006) và Quốc hội khóa 8 (2006 tập2011). Bà mất ghế trong đảng chính trị Phong trào Kháng chiến Quốc gia, cuộc bầu cử sơ bộ của chu kỳ bầu cử năm 2016, thua MP nữ hiện tại cho Quận Hoima, Tophace Byagira Kaahwa. Trong quốc hội thứ 7, bà là một trong số ít thành viên của quốc hội, người đã từ chối chấp nhận 5 triệu USh (khoảng. 2.000 đô la Mỹ tại thời điểm đó) được trao cho mỗi MP, như là sự thay đổi Hiến pháp và xóa bỏ giới hạn nhiệm kỳ tổng thống.
Việc bổ nhiệm bà vào vị trí Chủ tịch Ủy ban Đất đai của Ucraina (ULC), vào thời điểm ULC bị sa lầy trong tranh cãi, bao gồm các vụ kiện (a) trục xuất bất hợp pháp của người dân từ đất của họ (b) giả mạo quyền sở hữu đất đai (c) chiếm hữu bất hợp pháp đất đai của những doanh nhân giàu có và (d) tham nhũng tràn lan. Năm 2018, bàng lý Catherine Bamugemereire của Ủy ban điều tra đất đai, đã chỉ đạo bắt giữ một số quan chức ULC về các cáo buộc lạm dụng chức vụ, bỏ bê nhiệm vụ và tham nhũng.
Tại ULC, Byenkya đã thay thế Baguma Isoke, một cựu Bộ trưởng Bộ Đất đai trong nội các ở Ugandan, từng giữ chức chủ tịch, từ năm 2013 đến 2019.

## Những ý kiến khác
Năm 2012, chủ tịch Yoweri Museveni đã bổ nhiệm Beatrice Byenkya vào Ban kiểm soát bàng dân và nhập cư.